# Марко Одерматт
Марко Одерматт (нім. Marco Odermatt) — швейцарський гірськолижник, олімпійський чемпіон, триразовий чемпіон світу, спеціаліст зі швидкісних дисциплін та гігантського слалому. 
Золоту олімпійську медаль та звання олімпійського чемпіона Одерматт виборов на  Іграх 2022 року в гігантському слаломі.

## Результати на Олімпійських іграх
| Рік  | Вік | Слалом | Гігантський слалом | Супергігант | Швидкісний спуск | Гірськолижна комбінація |
| ---- | --- | ------ | ------------------ | ----------- | ---------------- | ----------------------- |
| 2022 | 24  | —      | 1                  | DNF         | 7                | —                       |

## Результати чемпіонатів світу
1. ↑  ski-db.com